# Kid Paddle: Lost in the Game
Kid Paddle: Lost in the Game est un jeu vidéo d'action et de plates-formes développé par Mistic Software et édité par Atari SA, sorti en 2008 sur Wii et Nintendo DS.